# JR東日本東北総合サービス
JR東日本東北総合サービス株式会社（ジェイアールひがしにほんとうほくそうごうサービス）は、宮城県仙台市に本社を置く、JR東日本の完全子会社（連結子会社）。愛称は『LiViT（リビット）』。
JR東日本の東北エリアで、エキナカを中心とした店舗運営のほか、鉄道業務の受託、ホテル業務などを行っている。

## 沿革
- 1989年8月18日 - JR東日本100%出資の子会社として「東北総合サービス株式会社」設立[1]、 仙台営業所設置。
- 1990年7月 - 古川営業所を設置。
- 1991年3月 - 郡山営業所を設置。
- 1993年4月 - 旅行業取扱開始。
- 1995年11月 - 資本金を8千万円から1億3千万円に増資。
- 1996年10月 - 資本金を3億3千万円に増資。
- 1997年4月 - 福島営業所を設置。
- 1998年
  - 5月 - 資本金を4億9千万円に増資。
  - 6月 - 葬祭業「セポール」営業開始。
  - 10月 - 「広告代理店業」開始。
- 1999年4月 - 「一般労働者派遣事業」開始。
- 2000年
  - 7月 - 「介護サービス事業」開始。
  - 11月 - 会津若松営業所を設置。
- 2001年
  - 4月 - 仙台研修センター業務、岩切に移転。
  - 10月 - 本塩釜駅ビル「エスポート」管理運営業務開始。
  - 12月 - ステーションルネッサンス「Dila仙台」オープン。
- 2002年7月 - 仙台原ノ町「ピボット」オープン。仙台原ノ町営業所を設置。
- 2003年
  - 4月 - 「食材王国みやぎ」オープン。
  - 7月17日 - 「牛たん通り」オープン[4]。
- 2004年4月 - 「すし通り」オープン。
- 2010年12月 - 「純米吟醸 仙臺驛政宗」発売開始。
- 2013年4月 - JR東日本グループ会社再編により、JR東日本東北総合サービス株式会社へ社名変更。
- 2014年4月 - 山形営業所を設置。
- 2015年
  - 7月 - JR東日本グループ会社再編により、ジャスターおよびジェイアールアトリスを吸収合併[5]。
  - 12月 - 「tekuteながまち」オープン。
- 2016年3月 - 仙台駅ステーションルネッサンスグランドオープン、仙台エスパルに「東北めぐり いろといろ」開店。
- 2017年
  - 1月 - 秋田トピコ「東北めぐり　いろといろ」開店。
  - 2月16日 - 仙台駅で、JREポイントを導入。LiViTロゴ入りのカードの発行。
  - 3月 - 盛岡フェザン「東北めぐり　いろといろ」開店。
  - 6月 - 仙台南営業所を設置。
  - 10月 - 秋田営業所を設置。
- 2018年11月 - 仙台原ノ町営業所を仙石線営業所に改称。
- 2019年9月 - 古川営業所を仙台営業所古川派出に改称。
- 2021年
  - 9月30日 - 古川「ピボット」閉店。仙台営業所古川派出を廃止（仙台営業所に統合）。
  - 10月1日 - 福島営業所を郡山営業所福島派出に、会津若松営業所を郡山営業所会津若松派出に改称。

## 組織
2025年4月1日現在
- 監査部
- 営業部
  - 営業企画ユニット
  - 営業推進ユニット
    - メディアサービスセンター

  - 不動産事業ユニット
    - 仙台駐車場センター
    - 仙台用地管理室
      - 山形派出

    - 郡山用地管理室

  - 鉄道事業ユニット
    - ビジネスえきねっとセンター
- 経営戦略部
  - 経営企画ユニット
  - 開発・設備ユニット
  - 財務・投資計画ユニット
- 総務部
  - 総務ユニット
    - ワークライフサポートセンター

  - 人事ユニット
    - 研修センター
- 仙台営業所
  - 営業ユニット
  - 企画総務ユニット
  - 山形エリアオフィス
- 宮城営業所
  - 長町エリアオフィス
- 郡山営業所
  - 福島エリアオフィス
  - 会津若松エリアオフィス
- 盛岡営業支店
  - 営業部
    - 企画推進ユニット
    - 不動産事業ユニット
      - 盛岡用地管理室

    - 鉄道事業ユニット

  - 企画総務部
    - 企画ユニット
    - 総務人事ユニット

  - 一ノ関エリアオフィス
  - 八戸エリアオフィス
  - 青森エリアオフィス
- 秋田営業支店
  - 営業部
    - 企画推進ユニット
    - 不動産事業ユニット
      - 秋田用地管理室
        - 津軽派出

    - 鉄道事業ユニット
      - トレインクルーセンター

  - 企画総務部
    - 企画ユニット
    - 総務人事ユニット

## 事業内容
- 物販・飲食店、サービス店舗等の開発及び管理運営
  - Pivot各店
  - 秋田生鮮市場保戸野店
  - 地産品ショップ（「東北めぐり」・「いろところ」等）
  - 直営おみやげ処
  - 直営飲食店
  - 極楽湯福島店のフランチャイズ運営
- 駅ビルの開発及び管理運営
  - tekuteせんだい・ながまち・たがじょう・ほんしおがま
  - 五橋横丁
  - 牛たん通り
  - すし通り
  - ずんだ小径
  - シーガルタウン本八戸
- 鉄道事業の駅業務及びホテル等の運営受託
  - JR東日本東北本部・盛岡支社・秋田支社管内の駅業務受託
  - ホテルフォルクローロ高畠の運営
- JR東日本所有の土地、建物、高架下等の開発及び管理運営
- 広告業、広告代理店業及び印刷業
- 自動販売機、コインロッカーの管理運営
- 駐車場の経営
- 不動産の売買、賃貸借、仲介及び管理
- その他
  - 介護サービス事業（JR東日本東北介護サービスセンター）

### 駅業務受託事業

#### 東北本部管内（仙台エリア）の受託駅一覧
Livit本社が管轄し、各駅をブロックに分け、各ブロックに管理職であるブロック長を配置している。☆印がブロック長配置駅、★印が駅務責任者配置駅。
- 郡山ブロック - 白河駅（2014年10月1日 - ）、矢吹駅（2012年10月1日 - ）、須賀川駅（2015年10月1日 - ）、安積永盛駅（2012年4月1日 - ）、郡山駅☆（在来線改札／2014年10月1日 - 、北改札・乗換出改札／2018年11月1日 - ）、本宮駅、三春駅（2016年4月1日 - ）、船引駅（2013年10月1日 - ）、磐梯熱海駅（2009年4月1日 - ）
- 喜多方ブロック - 猪苗代駅（2018年7月1日 - ）、喜多方駅☆（2017年10月1日-）
- 福島ブロック - 二本松駅（2015年10月1日 - ）、安達駅、松川駅、金谷川駅、南福島駅、福島駅（エスパル改札、東口出改札／2015年4月1日 - ）、東福島駅☆、伊達駅、桑折駅、藤田駅
- 白石ブロック（大河原ブロックより変更） - 白石駅（2020年4月1日 - ）☆★、 大河原駅（2014年10月1日 - ）、船岡駅（2014年10月1日 - ）、槻木駅（2013年4月1日 - ）
- 仙台南ブロック - 館腰駅、名取駅（2018年6月1日 - ）☆★、南仙台駅（2017年10月1日 - ）、坂元駅、山下駅（2016年12月10日 - ）、亘理駅（2014年6月1日 - ）
- 長町ブロック - 太子堂駅、長町駅（2017年6月1日 - ）☆★、仙台駅（お忘れ物取扱所／2015年4月1日 - 、新幹線南口・南乗換口／2015年12月6日 - 、東口改札／2016年3月18日 - 、3階出札／2019年2月1日 - ）
- 北仙台ブロック - 東照宮駅、北仙台駅（2017年6月1日 - ）☆、北山駅、東北福祉大前駅、国見駅（2013年4月1日 - ）、陸前落合駅（2012年10月1日 - ）、愛子駅（2020年10月1日 - ）、東仙台駅（2013年4月1日 - ）、岩切駅（2021年9月1日 - ）[8]、国府多賀城駅、利府駅（2014年10月1日 - ）
- 塩釜ブロック - 塩釜駅　(2018年6月1日 - ) 、松島駅(2013年10月1日 - )
- 仙石ブロック - あおば通駅（乗継改札／2010年4月1日 - 、全業務／2017年10月1日 - ）、榴ケ岡駅（2010年4月1日 - ）、宮城野原駅（2013年4月1日 - ）、陸前原ノ町駅☆（2016年4月1日 - ）、苦竹駅（2010年4月1日 - ）、小鶴新田駅、福田町駅（2011年7月1日 - ）、陸前高砂駅（2013年4月1日 - ）、中野栄駅（2012年10月1日 - ）、下馬駅（2012年4月1日 - ）
- 本塩釜ブロック - 本塩釜駅（2015年4月1日 - ）☆★、東塩釜駅（2012年4月1日 - ）、松島海岸駅（2021年12月1日 - ）、高城町駅
- 小牛田ブロック - 鹿島台駅（2012年10月1日 - ）☆、松山町駅、瀬峰駅（2012年10月1日 - ）
- 鳴子温泉ブロック - 鳴子温泉駅☆（2018年9月1日 - ）
- 石巻ブロック - 矢本駅☆（2015年10月1日 - ）、陸前赤井駅（2012年2月4日 - ）、蛇田駅、陸前山下駅（2013年10月1日 - ）、女川駅
- 山形南ブロック - 山寺駅（2013年10月1日 - ）、北山形駅☆、山形駅（新幹線乗換口／2014年10月1日 - ）、蔵王駅、かみのやま温泉駅（2015年10月1日 - ）、高畠駅（2015年4月1日 - ）、赤湯駅（2018年7月1日 - ）★
- 山形北ブロック - 天童駅（2018年9月1日 - ）★、村山駅（2016年4月1日 - ）、さくらんぼ東根駅（2015年4月1日 - ）、大石田駅（2015年4月1日 - ）
- 東北本部研修センター
- ビジネスえきねっとセンター（郡山）
- 仙台お問い合せセンター
- 山形お問い合せセンター
- 郡山お問い合せセンター

#### 盛岡支社管内（盛岡エリア）の受託駅一覧
Livit盛岡営業支店が管轄し、各駅をブロックに分け、各ブロックに管理職であるブロック長を配置している。☆印がブロック長配置駅、★印が宿直の駅務責任者配置駅。
- 一ノ関ブロック - 一ノ関駅☆（東口・新幹線乗換口）
- 水沢ブロック - 平泉駅、水沢駅☆（2015年12月1日 - ）
- 花巻ブロック - 北上駅（東口・新幹線改札／2018年10月1日 - ）、花巻駅☆★（2017年4月1日 - ）、ほっとゆだ駅（2017年4月1日 - ）
- 遠野ブロック - 遠野駅☆（2018年6月1日 - ）、陸前高田駅 、盛駅（2017年4月1日 - ）
- 矢幅ブロック - 紫波中央駅、矢幅駅☆、岩手飯岡駅
- 雫石ブロック - 雫石駅☆（2018年4月1日 - ）、大更駅（2018年6月1日 - ）、鹿角花輪駅（2021年12月1日 - ）
- 本八戸ブロック - 本八戸駅☆（2015年12月1日 - ）、鮫駅、久慈駅
- 大湊ブロック - 下北駅、大湊駅☆（2021年12月1日 - ）
- 新青森ブロック -  新青森駅☆（在来線改札口）、青森駅（改札口）、蟹田駅（2019年6月1日 - ）
- 盛岡駅お忘れ物センター(2023年4月1日 - 盛岡駅インフォメーションセンターより名称変更)

#### 秋田支社管内（秋田エリア）の受託駅一覧
Livit秋田営業支店が管轄し、各駅をブロックに分け、各ブロックに管理職であるブロック長を配置している。
- 県南統括ブロック（旧・ジェイアールアトリス委託駅→駅務指導センター秋田）
  - 県南幹線ブロック（秋田支社県南地区大曲管理駅） - 大曲駅（新幹線乗換口）、田沢湖駅（2020年10月1日 - ）、角館駅（2020年10月1日 - ）
  - 県南奥羽ブロック（秋田支社県南地区横手管理駅） - 湯沢駅（2021年4月1日 - ）
- 中央統括ブロック（旧・ジェイアールアトリス委託駅→駅務指導センター秋田）
  - 中央ブロック（秋田支社中央地区秋田・羽後本荘管理駅） - 秋田駅（中央口新幹線改札、新幹線ホーム案内放送、メトロポリタン口改札、遺失物取扱業務）、象潟駅（2020年4月1日 - ）、新屋駅、羽後牛島駅
  - 男鹿南秋ブロック（秋田支社中央地区土崎管理駅） - 追分駅（2015年10月1日 - ）、八郎潟駅（2015年10月1日 - ）、男鹿駅（2018年5月12日 - ）
- 県北統括ブロック（旧・ジェイアールアトリス委託駅→駅務指導センター秋田）
  - 県北ブロック（秋田支社県北地区） - 鷹ノ巣駅（2015年10月1日 - ）、大館駅（2018年12月1日 - ）
  - 能代ブロック（秋田支社県北地区） - 能代駅（2020年4月1日 - ）
- 津軽統括ブロック（旧・弘前ステーションビル委託駅→旧・ジェイアールアトリス委託駅→駅務指導センター弘前）
  - 津軽奥羽ブロック（秋田支社津軽地区弘前管理駅） - 浪岡駅（2017年4月1日 - ）、JR弘前テレフォンセンター
  - 津軽五能ブロック（秋田支社津軽地区五所川原管理駅） - 鰺ケ沢駅
- 秋田お問い合せセンター
- 弘前お問い合せセンター